# Hvad fatter gør, er altid det rigtige (Der var engang...)
Hvad fatter gør, er altid det rigtige er en tegnefilm i serien Der var engang... (eng. titel The Fairytaler), der blev udsendt i forbindelse med H.C. Andersens 200 års fødselsdag i 2005.
Danske Stemmer:
- H.C. Andersen Henrik Kofoed
- Johan Dick Kaysø
- Gerda Kirsten Lehfeldt
- Ung herre  Søren Sætter-Lassen
- Ældre herre Ole Ernst
- Lars Ole Lemmeke
- Bondekone Malene Schwartz
- Ledvogter John Hahn-Petersen
- Bonde Flemming Quist Møller
- Stalddrenge Andreas Jessen

Øvrige stemmer:
- Amanda Bruchmann
- Vibeke Dueholm
- Jacob Morild
- Søren Byder
- Søren Madsen
- Steffen Addington

Bagom:
- Instruktør: Jørgen Lerdam
- Original musik af: Gregory Magee
- Hovedforfatter: Gareth Williams
- Manuskriptredaktører: Linda O' Sullivan, Cecilie Olrik
- Oversættelse: Jakob Eriksen
- Lydstudie: Nordisk Film Audio
- Stemmeinstruktør: Steffen Addington
- Animation produceret af: A. Film A/S
- Animationsstudie: Wang Film Production

En co-produktion mellem
Egmont Imagination, A. Film & Magma Film
I samarbejde med:
Super RTL & DR TV